# Krzysztof Śliwka
Krzysztof Śliwka (* 15. März 1967 in Ząbkowice Śląskie) ist ein polnischer Lyriker, Herausgeber, Übersetzer und Filmemacher.
Er ist Absolvent des Faches Kulturwissenschaften an der Universität Breslau und der Filmhochschule in Łódź (Film/TV-Regie/Szenografie).
Seit 2007 ist er Redakteur des Literatur-Magazins HELIKOPTER und gehört zur Orpheus-Autorengruppe.
Krzysztof Śliwka wohnt in Breslau.

## Werke

### Lyrik
- Spokojne miasto, Witryna Artystów, Kłodzko, (1989).
- Rajska rzeźnia i inne wiersze, Oficyna Wydawnicza „Obok“, Dzierżoniów (1993).
- Niepogoda dla kangura, Instytut Wydawniczy „Świadectwo“, Bydgoszcz (1996).
- Gambit, biblioteka „Studium“, Kraków (1998).
- Rzymska czwórka, biblioteka „Czas Kultury“, Poznań (1999).
- Sztuka koncentracji, „Kartki“, Białystok (2002).
- Dżajfa & Gibana, „WBPiCAK“ Poznań (2008).
- Budda Show, „WBPiCAK“ Poznań (2013).

### Ausgewählte Anthologien
- Nowy sezon – antologia wierszy z ogólnopolskich konkursów poetyckich im. Rafała Wojaczka, 1993–1996, Mikołów 1997.
- Macie swoich poetów, Lampa i Iskra Boża, Warszawa 1997.
- Parnas bis – słownik literatury polskiej urodzonej po 1960 roku, Lampa i Iskra Boża, Warszawa 1998.
- Czas opowiadania – almanach młodej prozy dolnośląskiej, OKIS, Wrocław 1998.
- Antologia, Oficyna Literacka, Kraków 1999.
- Antologia nowej poezji polskiej 1990–1999, Zielona Sowa, Kraków 2000.
- Niewinni kaznodzieje. Filmowy zestaw wierszy poetów polskich urodzonych w latach 1958–1985, Polska Federacja Dyskusyjnych Klubów Filmowych, Warszawa – Skierniewice 2001.
- Poematy na scenę, Kalambur, Wrocław 2004.
- Co piłka robi z człowiekiem? Młodość, futbol i literatura – antologia, WMP, Poznań 2012.
- Rozkład jazdy. 20 lat literatury Dolnego Śląska po 1989 roku, Fundacja na Rzecz Kultury i Edukacji im. Tymoteusza Karpowicza, Wrocław 2012.

### Übersetzungen seiner Lyrik
- Lichtungen – Graz 68/96.
- Das Unsichtbare lieben – Neue Polnische Lyrik. Polnisch-Deutsche Lyrikanthologie – Kirsten Gutke Verlag / Köln · Frankfurt, 1998.
- Radio Slovenia – 22. März 2000.
- Apokalipsa – Ljubljana 39, 40, 41/2000.
- Nagyvilag – Budapest 3/2001.
- Vlna – Bratyslawa 8/2001.
- Altered State. The New Polish Poetry – Lancs, Arc Publications 2003.
- Carnivorous Boy, Carnivorous Bird. Poetry from Poland – Zephyr Press, USA, 2004.
- Akslop, poljska nazaj: antologija novejse poljske poezije – Ljubljana, 2005.
- Antologia na nowata polska poezja – Sofia, 2006.
- Das reicht für eine Irrfahrt durch Polen – Leipziger Literaturverlag, 2010.
- Stillleben mit Crash. Gedichte aus Polen – Verlag „Das Wunderhorn“, Heidelberg 2014.[2]

## Filmografie
- 2007: Falstart, Drehbuch, Regie: Igor Devold
- 2014: Warszawa, Drehbuch, Regie: Igor Devold[3]

## Preise